# World of Stardom Championship
El World of Stardom Championship (Campeonato Mundial de Stardom, en español) es el campeonato femenino principal de World Wonder Ring Stardom. El título a menudo se conoce simplemente como el "Cinturón rojo", un nombre famoso utilizado por All Japan Women's Pro Wrestling (AJW) para referirse a WWWA World Single Championship (del cual Takahashi había sido el último campeón en 2006). La campeona actual es Saya Kamitani, quien se encuentra en su primer reinado. 
El cinturón del título fue creado por la compañía estadounidense Top Rope Belts, con una decisión consciente de imitar el título de AJW en términos de color, con el presidente de Stardom, Rossy Ogawa, refiriéndose al apogeo de la promoción. como la "Edad de oro de Joshi Puroresu". El título también ha sido defendido en México y Francia.

## Historia
La creación fue anunciada como el primer título original de un grupo con Wonder of Stardom en la ronda final de la serie que se celebró el 26 de junio de 2011. Se considera como un título que apunta al pico más alto de los concursos de luchas profesionales de niñas dentro y fuera del grupo. El diseño del cinturón es una placa de oro de estrella en piel roja, el rojo es el "WWWA World Single Championship", una vez que existió en todas las luchas de lucha libre japonesa.
El 24 de julio de 2011 en el Pabellón Korakuen, se celebró un torneo para ser coronada como Campeona Mundial de Stardom en un formato de sistema de eliminación directa. La primera campeona de Stardom fue coronada el 24 de junio de 2011, Nanae Takahashi, quien derrotó a Yoko Bito en la final del torneo.
El 17 de mayo de 2014, en México desde la Arena López Mateos en el "LUCHA FAN FEST7", Io Shirai derrotó a Star Fire de 8 veces de la defensa a la otra parte, esta fue la primera defensa a fuera de Japón.

## Campeonas

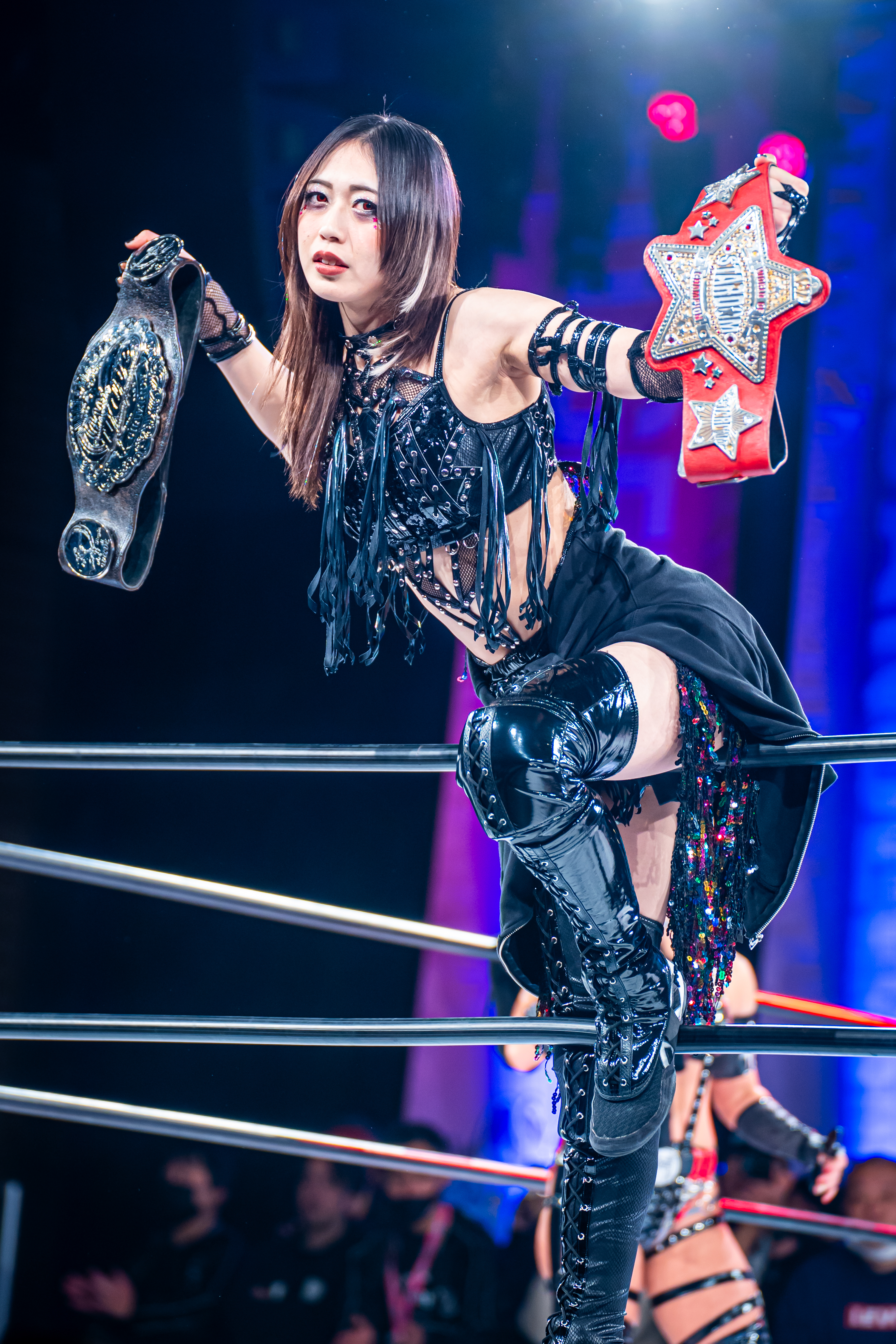
La campeona actual, Saya Kamitani.

El Campeonato Mundial de Stardom es el campeonato máximo de la WWRS, y fue establecido el 26 de junio de 2011. El campeón inaugural fue Nanae Takahashi, quien ganó un torneo al derrotar en la final a Yoko Bito, el 2 de julio de 2017 en el evento Stardom × Stardom 2011, desde entonces ha habido 16 campeonas oficiales, repartidos en 19 reinados en total. Alpha Female, Toni Storm y Bea Priestley son las tres luchadoras no japonesas que han ostentado el título.
El reinado más largo en la historia del título le pertenece a Nanae Takahashi, quien mantuvo el campeonato por 602 días en el 2011 y 2013, cuyo reinado fue el primero de la historia al ser el campeón inaugural. Por otro lado, Natsuko Tora posee el reinado más corto en la historia del campeonato, con 34 días con el título en su haber.
Además, en cuanto a los días en total como campeona (un acumulado entre la suma de todos los días de los reinados individuales de cada luchadora), Io Shirai posee el primer lugar, con 1014 días en sus dos reinados. Le siguen Nanae Takahashi (602 días en su único reinado), Mayu Iwatani (472 días en sus dos reinados), Utami Hayashishita (409 días en su único reinado), y Kagetsu (329 días en su único reinado).
La campeona más joven en la historia es Yoshiko, quien a los 21 años y 15 días derrotó a Io Shirai en Stardom × Stardom 2014. En contraparte, la campeona más vieja es Meiko Satomura, quien a los 35 años y 251 días derrotó a Yoko Bito en Stardom × Stardom 2011 en la final de un torneo. En cuanto al peso de las campeonas, Alpha Female es la más pesada con 76 kilogramos, mientras que Kairi Hojo es la más liviana con 52 kilogramos.
Por último, Io Shirai, Mayu Iwatani y Tam Nakano son las luchadoras con más reinados, ya que ambas poseen 2.

### Campeona actual
La actual campeona es Saya Kamitani, quien se encuentra en su primer reinado como campeona. Kamitani ganó el campeonato luego de derrotar a la ex campeona Tam Nakano el 29 de diciembre de 2024 en Stardom Dream Queendom.
Kamitani todavía no registra hasta el 30 de julio de 2025 las siguientes defensas televisadas:

### Lista de campeonas
| N.º | Campeona           | Lucha                    | Lucha                                             | Lucha           | Estadísticas | Estadísticas | Estadísticas      | Notas y referencias |
| N.º | Campeona           | Fecha                    | Evento                                            | Ubicación       | Reinado      | Días         | Defensas exitosas | Notas y referencias |
| --- | ------------------ | ------------------------ | ------------------------------------------------- | --------------- | ------------ | ------------ | ----------------- | --- |
| 1   | Nanae Takahashi    | 24 de junio de 2011      | Stardom × Stardom 2011                            | Tokio, Japón    | 1            | 602          | 7                 | Derrotó a Yoko Bito en la final de un torneo. Éste es el reinado más largo de la historia del campeonato.                                                                    |
| 2   | Alpha Female       | 17 de marzo de 2013      | Stardom the Highest                               | Tokio, Japón    | 1            | 43           | 0                 | [ 2 ] |
| 3   | Io Shirai          | 29 de abril de 2013      | Ryōgoku Cinderella                                | Tokio, Japón    | 1            | 468          | 10                | [ 3 ] |
| 4   | Yoshiko            | 10 de agosto de 2014     | Stardom × Stardom 2014                            | Tokio, Japón    | 1            | 199          | 3                 | [ 4 ] |
| —   | Vacante            | 25 de febrero de 2015    | N/A                                               | Tokio, Japón    | —            | —            | —                 | Debido a que Yoshiko fue despojada del título y suspendida indefinidamente por golpear y herir legítimamente a Act Yasukawa en una defensa titular el 22 de febrero de 2015. |
| 5   | Kairi Hojo         | 29 de marzo de 2015      | Stardom the Highest                               | Tokio, Japón    | 1            | 119          | 3                 | Derrotó a Io Shirai en la final de un torneo. |
| 6   | Meiko Satomura     | 26 de julio de 2015      | Stardom × Stardom 2015: Manatsu no Saiten         | Tokio, Japón    | 1            | 150          | 1                 | [ 6 ] |
| 7   | Io Shirai          | 23 de diciembre de 2015  | Stardom Yearend Climax 2015: Nenkan Saishū Kessen | Tokio, Japón    | 2            | 546          | 14                | [ 7 ] |
| 8   | Mayu Iwatani       | 21 de junio de 2017      | Galaxy Stars                                      | Tokio, Japón    | 1            | 95           | 2                 | [ 8 ] |
| 9   | Toni Storm         | 24 de septiembre de 2017 | 5☆Star GP 2017 × Champions in Nagoya              | Nagoya, Japón   | 1            | 258          | 3                 | [ 9 ] |
| 10  | Kagetsu            | 9 de junio de 2018       | Stardom Shining Stars 2018                        | Yokohama, Japón | 1            | 329          | 8                 | [ 10 ] |
| 11  | Bea Priestley      | 4 de mayo de 2019        | Golden Week Stars 2019                            | Tokio, Japón    | 1            | 184          | 5                 | [ 11 ] |
| 12  | Mayu Iwatani       | 4 de noviembre de 2019   | Stardom Best Of Goddess 2019                      | Tokio, Japón    | 2            | 377          | 5                 | [ 12 ] |
| 13  | Utami Hayashishita | 15 de noviembre de 2020  | Stardom Sendai Cinderella                         | Sendai, Japón   | 1            | 409          | 9                 | [ 13 ] |
| 14  | Syuri              | 29 de diciembre de 2021  | Stardom Dream Queendom                            | Tokio, Japón    | 1            | 365          | 10                | Fue un Winner Takes All Match, donde el Campeonato Mundial de SWA de Syuri también estuvo en juego.                                                                          |
| 15  | Giulia             | 29 de diciembre de 2022  | Stardom Dream Queendom 2                          | Tokio, Japón    | 1            | 115          | 2                 | [ 15 ] |
| 16  | Tam Nakano         | 23 de abril de 2023      | All Star Grand Queendom                           | Yokohama, Japón | 1            | 211          | 3                 | [ 16 ] |
| —   | Vacante            | 20 de noviembre de 2023  | —                                                 | —               | —            | —            | —                 | Debido una lesión en la rodilla de Nakano. |
| 17  | Maika              | 29 de diciembre de 2023  | Dream Queendom 3                                  | Yokohama, Japón | 1            | 212          | 6                 | Derrotó a Suzu Suzuki para ganar el campeonato vacante. |
| 18  | Natsuko Tora       | 28 de julio de 2024      | Sapporo World Rendezvous (Noche 2)                | Sapporo, Japón  | 1            | 34           | 0                 | Éste es el reinado más corto de la historia del campeonato. |
| 19  | Tam Nakano         | 31 de agosto de 2024     | 5Star Grand Prix (Noche 12)                       | Tokio, Japón    | 1            | 120          | 2                 | [ 19 ] |
| 20  | Saya Kamitani      | 29 de diciembre de 2024  | Dream Queendom 2024                               | Tokio, Japón    | 1            | 213+         | 1                 | [ 20 ] |

### Total de días con el título
La siguiente lista muestra el total de días que una luchadora ha poseído el campeonato si se suman todos los reinados que posee. Actualizado a la fecha del 30 de julio de 2025.
| + | Indica a la campeona actual |

| N.º | Campeona           | Reinados | Núm. defensas | Total de días |
| --- | ------------------ | -------- | ------------- | ------------- |
| 1   | Io Shirai          | 2        | 24            | 1014          |
| 2   | Nanae Takahashi    | 1        | 7             | 602           |
| 3   | Mayu Iwatani       | 2        | 7             | 472           |
| 4   | Utami Hayashishita | 1        | 9             | 409           |
| 5   | Syuri              | 1        | 10            | 365           |
| 6   | Tam Nakano         | 2        | 5             | 331           |
| 7   | Kagetsu            | 1        | 8             | 329           |
| 8   | Toni Storm         | 1        | 3             | 258           |
| 9   | Saya Kamitani      | 1        | 1             | 213+          |
| 10  | Maika              | 1        | 6             | 212           |
| 11  | Yoshiko            | 1        | 3             | 199           |
| 12  | Bea Priestley      | 1        | 5             | 184           |
| 13  | Meiko Satomura     | 1        | 1             | 150           |
| 14  | Kairi Hojo         | 1        | 3             | 119           |
| 15  | Giulia             | 1        | 2             | 115           |
| 16  | Alpha Female       | 1        | 0             | 43            |
| 17  | Natsuko Tora       | 1        | 0             | 34            |

### Mayor cantidad de reinados
| Reinados | Luchadora (s)                       |
| -------- | ----------------------------------- |
| 2 veces  | Io Shirai, Mayu Iwatani, Tam Nakano |